# مقاطعة برادفورد (فلوريدا)
مقاطعة برادفورد ، فلوريدا (بالإنجليزية: Bradford County, Florida)‏هي مقاطعة تقع في ولاية فلوريدا الأمريكية .

## وصلات خارجية
- County website
- Bradford County Telegraph
- Bradford County Schools
- Bradford County Supervisor of Elections